# Shinichi Morishita
Shinichi Morishita (Shizuoka Prefectura de Shizuoka, Japó, 28 de desembre de 1960) és un exfutbolista japonès.

## Selecció japonesa
Shinichi Morishita va disputar 28 partits amb la selecció japonesa.